# El Amarillo
El Amarillo es un caserío chileno de la Región de Los Lagos, perteneciente a la comuna de Chaitén. Se localiza en la Carretera Austral a 23 km al sur de la ciudad de Chaitén y es puerta de entrada al sector sur del Parque Nacional Pumalín. Tiene una población, al año 2017, de 126 habitantes.

## Demografía
La localidad, según el censo de 2017, posee una población de 126 habitantes, de los cuales 64 son hombres y 62 son mujeres. Para 2002 la población total era de 88 habitantes.

## Lugares de interés

### Parque Pumalín
La localidad de El Amarillo es la puerta de entrada por el sur del Parque Nacional Pumalín y un importante centro de informaciones y de administración de este, sobre todo desde la erupción del volcán Chaitén en 2008 que obligó a cerrar las dependencias ubicadas allí. La zona ofrece servicios de camping y sitios para realizar pícnic, teniendo una vista hacia el cordón montañoso de Los Tabiques y los glaciares del volcán Michinmahuida.

### Termas del Amarillo
Están ubicadas a 4 kilómetros de la localidad, internándose en el frondoso bosque cordillerano a través de la ruta W-887. Posee aguas termales que provienen de las afloraciones del volcán Michinmahuida, las cuales alcanzan los 52 °C. Cuenta con una piscina de 13 metros de largo por 7 metros de ancho y tres piscinas techadas de 2 metros de largo por 2 metros de ancho, además de una tina de barro natural formado por la descomposición de un alga que se desarrolla en determinada época del año. Este complejo está administrado por la Municipalidad de Chaitén.